# NGC 62
NGC 62 è una galassia a spirale barrata o a spirale intermedia situata nella costellazione della Balena.
La galassia ha una magnitudine apparente di 13,2, e una classe di luminosità I.
NGC 62 è stata scoperta l'8 ottobre 1883 dall'astronomo francese Édouard Stephan.